# شامیسو ۲۴۷۱۱
سیارک ۲۴۷۱۱ (به انگلیسی: 24711 Chamisso، نامگذاری:1991PN17) بیست و چهار هزار و هفتصد و یازدهمین سیارک کشف شده‌است که در ۶ اوت ۱۹۹۱ کشف شد.
قدر مطلق سیارک برابر ۹.۸ است.